# 500 miles d'Indianapolis 1977
Les 500 miles d'Indianapolis 1977, organisés le dimanche 29 mai 1977 sur l'Indianapolis Motor Speedway, sont une course automobile. Ils ont été remportés par le pilote américain A. J. Foyt sur une Coyote-Ford.

## Grille de départ
| Ligne | Intérieur        | Milieu            | Extérieur         |
| 1     | Tom Sneva        | Bobby Unser       | Al Unser          |
| 2     | A. J. Foyt       | Gordon Johncock   | Mario Andretti    |
| 3     | Danny Ongais     | Pancho Carter     | Mike Mosley       |
| 4     | Wally Dallenbach | Johnny Parsons    | Sheldon Kinser    |
| 5     | George Snider    | Bobby Olivero     | Al Loquasto       |
| 6     | Jerry Sneva      | Johnny Rutherford | Roger McCluskey   |
| 7     | Lloyd Ruby       | Jim McElreath     | Gary Bettenhausen |
| 8     | Tom Bigelow      | Bill Vukovich II  | Lee Kunzman       |
| 9     | Steve Krisiloff  | Janet Guthrie     | Cliff Hucul       |
| 10    | Bill Puterbaugh  | Clay Regazzoni    | Dick Simon        |
| 11    | John Malher      | Eldon Rasmussen   | Bubby Jones       |

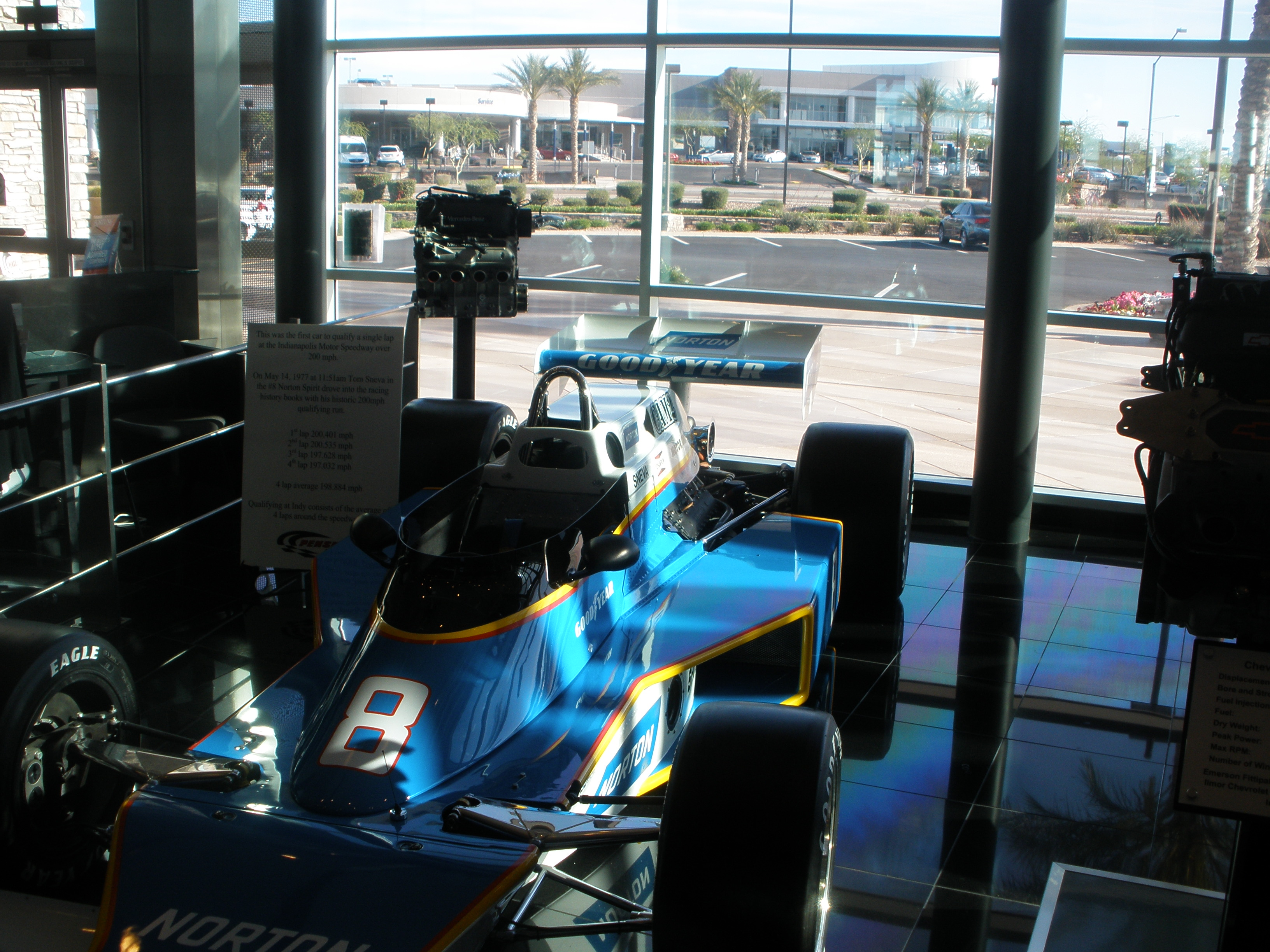
Tom Sneva a signé la pole position de l'édition 1976 des 500 miles d'Indianapolis au volant de la McLaren-Cosworth.

La pole a été réalisée par Tom Sneva à la moyenne de 320,073 km/h. Il s'agit également du meilleur temps des qualifications. Par ailleurs, sur l'un de ses quatre tours, Tom Sneva est devenu le premier pilote de l'histoire de l'Indy 500 à franchir la moyenne des 200 mph (321,869 km/h).

## Classement final
| Pos. | Pilote             | Voiture               | Tours | Temps/Abandon     |
| 1    | A. J. Foyt         | Coyote-Foyt           | 200   |                   |
| 2    | Tom Sneva          | McLaren-Cosworth      | 200   |                   |
| 3    | Al Unser           | Parnelli-Cosworth     | 199   |                   |
| 4    | Wally Dallenbach   | Wildcat-DGS           | 199   |                   |
| 5    | Johnny Parsons     | Wildcat-DGS           | 193   |                   |
| 6    | Tom Bigelow        | Watson-Offenhauser    | 192   |                   |
| 7    | Lee Kunzman        | Eagle-Offenhauser     | 191   |                   |
| 8    | Roger McCluskey    | Lightning-Offenhauser | 191   |                   |
| 9    | Steve Krisiloff    | Eagle-Offenhauser     | 191   |                   |
| 10   | Jerry Sneva (R)    | McLaren-Offenhauser   | 187   |                   |
| 11   | Gordon Johncock    | Wildcat-DGS           | 184   | vilebrequin       |
| 12   | Bill Puterbaugh    | Eagle-Offenhauser     | 170   | moteur            |
| 13   | Eldon Rasmussen    | Rascar-Foyt           | 168   |                   |
| 14   | John Malher        | Eagle-Offenhauser     | 157   |                   |
| 15   | Pancho Carter      | Eagle-Offenhauser     | 156   | moteur            |
| 16   | Gary Bettenhausen  | Kingfish-Offenhauser  | 138   | embrayage         |
| 17   | Bill Vukovich II   | Coyote-Foyt           | 110   | mécanique         |
| 18   | Bobby Unser        | Lightning-Offenhauser | 94    | fuite d'huile     |
| 19   | Mike Mosley        | Lightning-Offenhauser | 91    | mécanique         |
| 20   | Danny Ongais (R)   | Parnelli-Cosworth     | 90    | mécanique         |
| 21   | Bubby Jones (R)    | Eagle-Offenhauser     | 78    | moteur            |
| 22   | Cliff Hucul (R)    | McLaren-Offenhauser   | 72    | boite de vitesses |
| 23   | Jim McElreath      | Eagle-AMC             | 71    | turbo             |
| 24   | George Snider      | Wildcat-DGS           | 65    | moteur            |
| 25   | Bobby Olivero (R)  | Lightning-Offenhauser | 57    | moteur            |
| 26   | Mario Andretti     | McLaren-Offenhauser   | 47    | mécanique         |
| 27   | Lloyd Ruby         | Lightning-Offenhauser | 34    | accident          |
| 28   | Al Loquasto        | McLaren-Offenhauser   | 28    | mécanique         |
| 29   | Janet Guthrie (R)  | Lightning-Offenhauser | 27    | mécanique         |
| 30   | Clay Regazzoni (R) | McLaren-Offenhauser   | 25    | mécanique         |
| 31   | Dick Simon         | Vollstedt-Offenhauser | 24    | surchauffe        |
| 32   | Sheldon Kinser     | Kingfish-Offenhauser  | 14    | moteur            |
| 33   | Johnny Rutherford  | McLaren-Cosworth      | 12    | boite de vitesses |

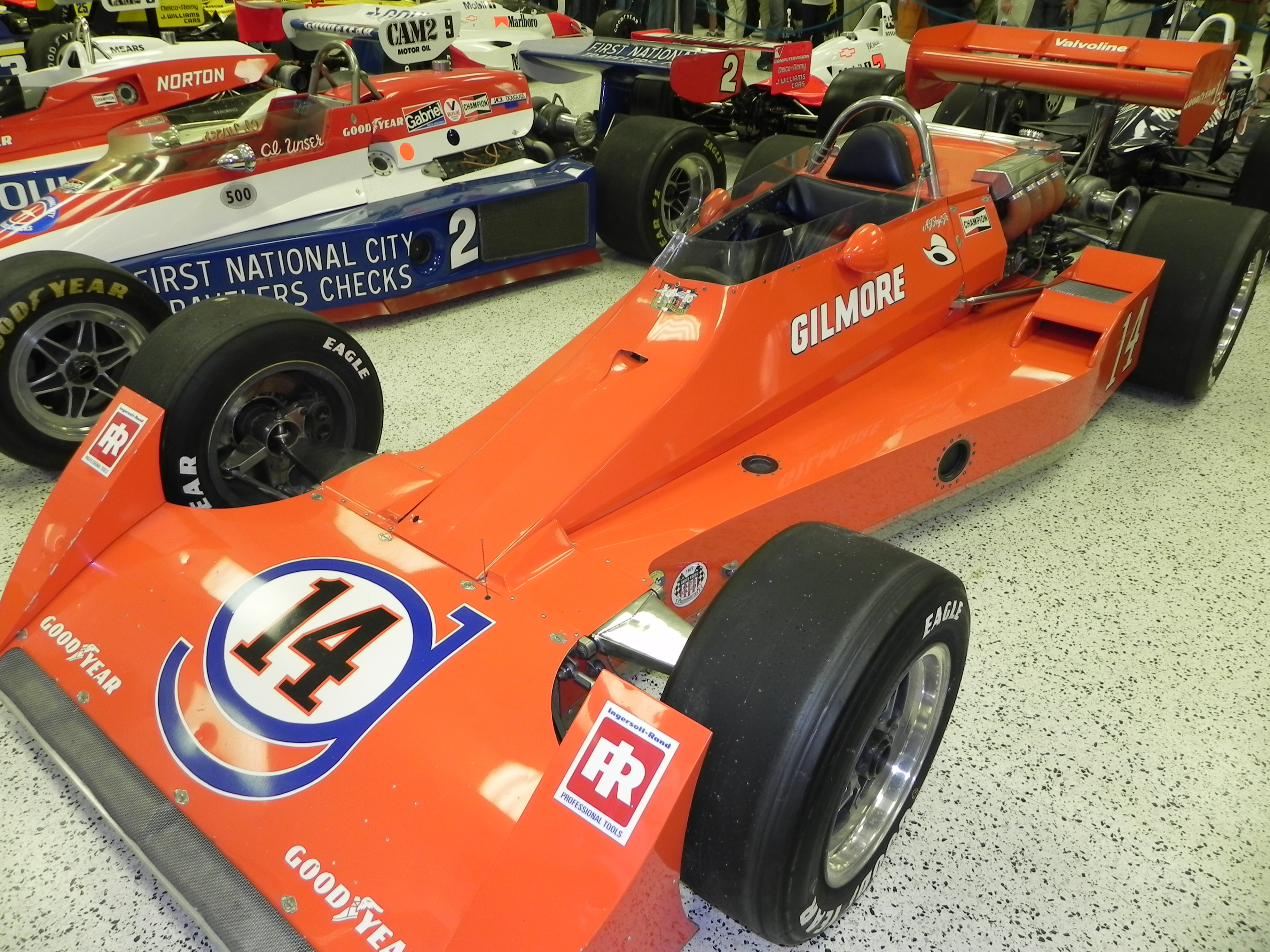
La Coyote-Ford d'A. J. Foyt, victorieuse de l'édition 1977 des 500 miles d'Indianapolis.

Un (R) indique que le pilote était éligible au trophée du "Rookie of the Year" (meilleur débutant de l'année), attribué à Jerry Sneva.